# ۱۰۹ (پیش از میلاد)
۱۰۹ (پیش از میلاد) ۱۰۹مین سال قبل از تقویم میلادی است.